# Paul Nebel
Paul Nebel (10 oktober 2002) is een Duits voetballer, die doorgaans speelt als rechtsbuiten. Nebel maakt vanaf het seizoen 2020/21 deel uit van het eerste elftal van Mainz 05.

## Clubcarrière
Nebel is een jeugdspeler van SC Germania Nieder-Mockstadt, KSV Klein-Karben, Offenbacher FC Kickers 1901 en Mainz 05. In het seizoen 2020/21 maakte hij de overstap naar het eerste elftal van Mainz 05. Op 20 september 2020 maakte hij zijn debuut in de Bundesliga in de uitwedstrijd tegen RB Leipzig. In de wedstrijd, die met 3–1 werd verloren, kwam hij een minuut voor tijd Jean-Philippe Mateta vervangen.

## Clubstatistieken
| Seizoen | Club     | Competitie | Competitie | Competitie | Beker | Beker | Internationaal | Internationaal | Totaal | Totaal |
| Seizoen | Club     | Competitie | Wed.       | Dlp.       | Wed.  | Dlp.  | Wed.           | Dlp.           | Wed.   | Dlp.   |
| ------- | -------- | ---------- | ---------- | ---------- | ----- | ----- | -------------- | -------------- | ------ | ------ |
| 2020/21 | Mainz 05 | Bundesliga | 4          | 0          | 1     | 0     | –              | –              | 5      | 0      |
| Totaal  | Totaal   | Totaal     | 4          | 0          | 1     | 0     | 0              | 0              | 5      | 0      |

Bijgewerkt op 25 oktober 2020.

## Interlandcarrière
Nebel is een Duits jeugdinternational.